# Hartline
Hartline az Amerikai Egyesült Államok északnyugati részén, Washington állam Grant megyéjében elhelyezkedő város. A 2010. évi népszámlálási adatok alapján 151 lakosa van.
A település névadója John Hartline telepes. Hartline 1907. március 6-án kapott városi rangot.

## Éghajlat
A város éghajlata félsivatagi sztyeppe (a Köppen-skála szerint BSk).
| Hónap                         | Jan.  | Feb.  | Már.  | Ápr.  | Máj. | Jún. | Júl. | Aug. | Szep. | Okt.  | Nov.  | Dec.  | Év    |
| ----------------------------- | ----- | ----- | ----- | ----- | ---- | ---- | ---- | ---- | ----- | ----- | ----- | ----- | ----- |
| Rekord max. hőmérséklet (°C)  | 12,2  | 16,7  | 22,8  | 33,9  | 37,8 | 42,2 | 43,3 | 43,3 | 38,3  | 30,0  | 21,1  | 13,3  | 43,3  |
| Átlagos max. hőmérséklet (°C) | 1,1   | 5,0   | 11,1  | 16,7  | 21,7 | 26,1 | 31,7 | 30,6 | 25,6  | 17,2  | 6,7   | 0,6   | 16,2  |
| Átlagos min. hőmérséklet (°C) | −6,1  | −3,9  | −0,6  | 1,7   | 5,6  | 8,9  | 12,8 | 12,8 | 8,9   | 2,8   | −2,8  | −6,1  | 2,9   |
| Rekord min. hőmérséklet (°C)  | −27,8 | −28,9 | −17,2 | −10,0 | −3,9 | −2,2 | 0,0  | −0,6 | −3,3  | −15,6 | −22,2 | −28,3 | −28,9 |
| Átl. csapadékmennyiség (mm)   | 21    | 25    | 25    | 20    | 27   | 21   | 18   | 12   | 13    | 15    | 35    | 36    | 268   |
| Forrás: The Weather Channel   |       |       |       |       |      |      |      |      |       |       |       |       |       |

## Népesség
A 2010-es népszámláláskor a városnak 151 lakója, 62 háztartása és 37 családja volt. A népsűrűség 173,6 fő/km2. A lakóegységek száma 87, sűrűségük 100 db/km2. A lakosok 90,7%-a fehér, 0,7%-a afroamerikai,  1,3%-a ázsiai,  4,6%-a egyéb, 2,6%-a pedig kettő vagy több etnikumú. A spanyol vagy latino származásúak aránya 11,9% (11,9% mexikói,   )
A háztartások 24,2%-ában élt 18 évnél fiatalabb. 53,2% házas, 4,8% egyedülálló nő, 1,6% egyedülálló férfi, 40,3% pedig nem család. 33,9% egyedül élt; 4,8%-uk 65 éves vagy idősebb. Egy háztartásban átlagosan 2,44 személy élt; a családok átlagmérete 3,16 fő.
A medián életkor 41,8 év volt. A város lakóinak 25,8%-a 18 évesnél fiatalabb, 7,2% 18 és 24 év közötti, 20,5%-uk 25 és 44 év közötti, 31,7%-uk 45 és 64 év közötti, 14,6%-uk pedig 65 éves vagy idősebb. A lakosok 53,6%-a férfi, 46,4%-a pedig nő.

## Nevezetes személy
- Dale Kinkade – nyelvész[11]

## Fordítás
Ez a szócikk részben vagy egészben  a   Hartline, Washington című angol Wikipédia-szócikk ezen változatának fordításán alapul.  Az eredeti cikk szerkesztőit annak laptörténete sorolja fel. Ez a jelzés csupán a megfogalmazás eredetét és a szerzői jogokat jelzi, nem szolgál a cikkben szereplő információk forrásmegjelöléseként.